# Kristrún Frostadóttir
Kristrún Frostadóttir (Reykjavík, 1988. május 12. –) izlandi politikus, 2024-től  az ország miniszterelnöke.

## Élete
A Bostoni Egyetemen szerzett mesterfokozatot közgazdaságtanból, a Yale Egyetemen pedig globális ügyekből.
2021 óta tagja az Alþingi izlandi parlamentjének, 2022 óta pedig a Szociáldemokrata Szövetség pártvezetője.
Kormányát az Állami Tanács 2024. december 21-i ülésén iktatták be. Ez az első kormány, amelyben több nő, mint férfi dolgozik.
Kristrún Izland történetének legfiatalabb miniszterelnöke, és hivatalba lépése idején a világ legfiatalabb hivatalban lévő kormányfője.

## Fordítás
- Ez a szócikk részben vagy egészben  a   Kristrún Frostadóttir című német Wikipédia-szócikk fordításán alapul.  Az eredeti cikk szerkesztőit annak laptörténete sorolja fel. Ez a jelzés csupán a megfogalmazás eredetét és a szerzői jogokat jelzi, nem szolgál a cikkben szereplő információk forrásmegjelöléseként.